# Oligocottus latifrons
Oligocottus latifrons är en fiskart som först beskrevs av Gilbert och Thompson, 1905.  Oligocottus latifrons ingår i släktet Oligocottus och familjen simpor. Inga underarter finns listade i Catalogue of Life.